# Dubná
Dubná je přírodní památka v okrese Písek. Správa AOPK České Budějovice. Nachází se nedaleko obce Vojníkov nad pravým břehem řeky Otavy přibližně asi 1,5 km od Držova, naproti lokalitě známé jako Smetiprach. Jedná se o skalnatou stráň, na které se nachází vzácná květena. Důvodem ochrany je bohatá lokalita medvědice lékařské (Arctostaphylos uva-ursi). Dále se zde vyskytuje zimostrázek alpský (Polygala chamaebuxus) či ostřice tlapkatá (Carex pediformis).